# 644년

## 연호
- 당(唐) 정관(貞觀) 18년
- 신라(新羅) 인평(仁平) 11년

## 기년
- 당(唐) 태종(太宗) 18년
- 신라(新羅) 선덕여왕(善德女王) 13년
- 고구려(高句麗) 보장왕(寶臧王) 3년
- 백제(百濟) 의자왕(義慈王) 4년

## 사건
- 음력 1월, 백제, 사신을 보내 당나라에 입조하고 조공하였다. 당 태종은 사농승(司農丞) 상리현장(相里玄獎)을 보내, 백제와 신라를 타일렀다. 의자왕이 표(表)를 받들고는 감사하다고 말하였다. 백제는 부여융(隆)을 태자로 세우고, 크게 사면하였다.
- 음력 9월, 신라,  김유신 장군이 병사를 이끌고 백제를 침략하여 일곱 성(城)을 취하였다.
- 12월, 당 태종이 군사를 일으켜 고구려를 침공.

## 참고 문헌
- 김부식 (1145), 《삼국사기》  〈권28 백제본기 제육(百濟本紀第六) 의자왕(위키문헌 번역본)〉  /(국사편찬위원회 > 한국사데이타베이스 번역본)